# Гай Умидий Квадрат
Гай Умидий Квадрат (на латински: Gaius Ummidius Quadratus; Gaius Ummidius Quadratus S(everus?) Sertorius; * 83/84) e политик и сенатор на Римската империя през 2 век.

## Биография
Произлиза от фамилията Умидии. Той е правнук на Гай Умидий Дурмий Квадрат (суфектконсул около 40 г.) и внук на Умидия Квадратила.
Гай Квадрат живее в Рим в къщата на Гай Касий Лонгин, която наследява от баба си. Приятел е с Плиний Млади и е от тесния кръг на император Адриан. Той е добър оратор и работи като адвокат.
През 107 г. е приет като квестор в сената. През 118 г. той е суфектконсул заедно с Адриан. Между 120 и 124 след Серторий Брокх Гай Умидий Квадрат е управител на провинция Долна Мизия.
Неговият син, Гай Умидий Квадрат Аниан Вер (Умидий Квадрат) се жени за Ания Корнифиция Фаустина, сестра на император Марк Аврелий.